# Утиные
Ути́ные (лат. Anatidae) — широко распространённое и наиболее многочисленное семейство водоплавающих птиц из отряда гусеобразных (Anseriformes), в состав которого включают около 150 современных видов птиц, разбитых на 40—50 родов. Некоторые виды, такие как кряква или серый гусь, с древних времён были одомашнены человеком и разводятся ради мяса, яиц и пуха, другие являются объектом охотничьего промысла.

## Эволюция и систематика

### Эволюция
Утиные относятся к древнему отряду гусеобразных птиц, чьи предки обитали на Земле ещё в конце мелового периода либо в раннем палеоцене 80—50 млн лет назад. Об этом, например, свидетельствует ископаемая находка в американском штате Нью-Джерси, классифицированная как Anatalavis rex (Shufeldt, 1915) и, предположительно, близкая к полулапчатому гусю. Самые ранние ископаемые остатки, непосредственно принадлежащие к семейству утиных, были обнаружены в штате Юта и относятся к более позднему периоду — верхнему эоцену (40—50 млн лет назад). По останкам крыла птицы они были идентифицированы как принадлежащие к роду Eonessa.
Традиционно утиные рассматриваются как сестринская группа по отношению к паламедеям (Anhimidae), вместе с ними входящая в отряд гусеобразных. Предполагают, что их распространение на Земле началось на одном из материков в Южном полушарии.

### Классификация

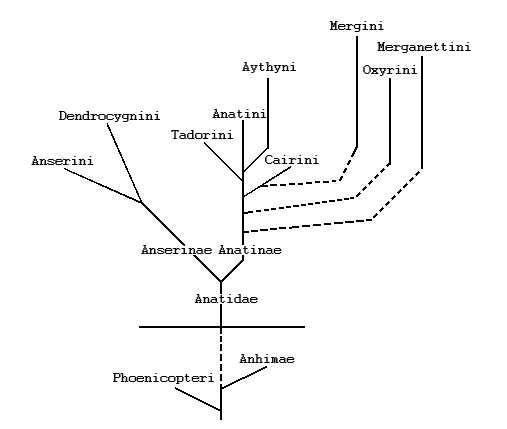
Схема теоретических отношений подсемейств и триб Anatidae, построенная на основании исследований Делякура и Майра (1945)

Хотя систематика утиных имеет давнюю и обширную историю, по ряду родов и видов этого семейства среди орнитологов до сих пор имеются существенные разногласия. Этому, в частности, способствует необычно большой процент скрещиваемости среди птиц, принадлежащих к разным видам, родам и даже трибам. У утиных часто встречается двойная, тройная и возвратная гибридизация, приводящая к образованию разнообразных форм — гораздо чаще, чем у любого другого семейства птиц.
Первым человеком, который попытался классифицировать птиц, в том числе лебедей, уток и гусей, считается древнегреческий философ и основоположник систематики животных Аристотель, который в своих записях объединил их, наряду с бакланами и поганками, в род перепончатопалых, или водоплавающих (Steganopoda). Далее, в период с конца XVII и до начала XX века предпринимались неоднократные описания птиц в целом, и уток и гусей в частности, однако все они учитывали лишь небольшое количество внешних характеристик, таких как форма клюва или ног, по которым и определялась принадлежность к той или иной группе. Наибольший вклад в классификацию в этот период внесли Френсис Виллоуби (1635—1672), Карл Линней (1707—1778), Карл Иллигер (1775—1813), Жан Батист Ламарк (1744—1829), Макс Фюрбрингер (1846—1920) и Ганс Гадов (1855—1928). В российской науке систематическим описанием птиц занимались Михаил Мензбир (1855—1935) и Сергей Бутурлин (1872—1938).
Современные детальные описания семейства начали появляться только в середине XX века, и одной из первых в этом ряду стала система, предложенная в 1945 году в труде «The family Anatidae» французом Жаном Делякуром и немцем Эрнстом Майром.

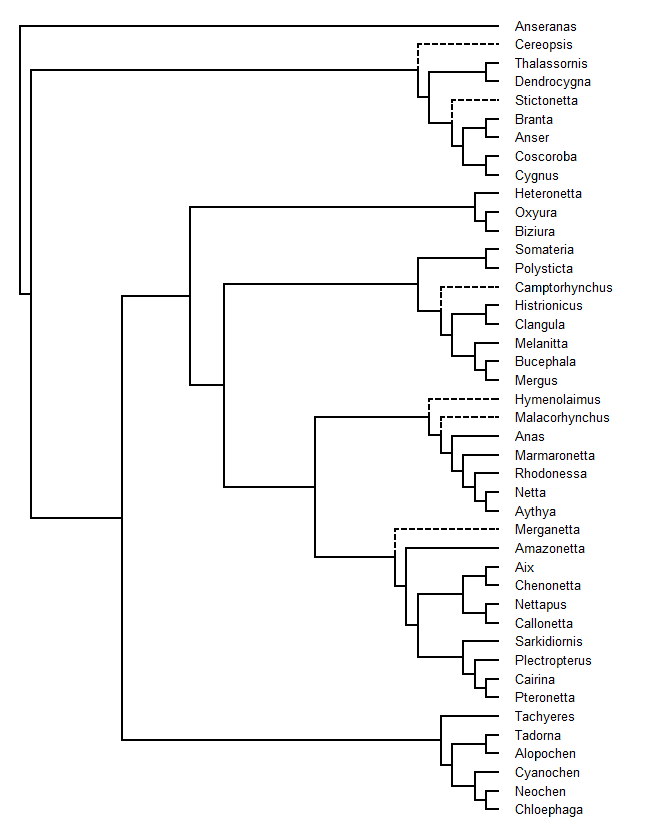
Классификация семейства Anatidae П. Джонсгарда (1978)

В отличие от своих предшественников, Делякур и Майр стали учитывать максимально большое количество морфологических и поведенческих признаков, таких как длина шеи, окраска взрослых птиц и птенцов, расположение щитков на цевке, особенности размножения и множество других. Была добавлена биологическая категория триб, до сих пор редко используемая и объединяющая несколько родов в подсемействе, обладающих общими внешними признаками, поведенческими характеристиками и особенностями биологии и экологии. Первая редакция несколько более совершенной системы Пола Джонсгарда вышла в свет в 1961 году; позднее она подверглась нескольким изменениям. В этой системе, в отличие от классификации Делякура и Майра, монотипичные роды Cereopsis и Stictonetta были выделены в отдельные трибы, а полулапчатого гуся было решено поместить в отдельное подсемейство. Классификация Джонсгарда часто используется в современной орнитологической литературе. Начиная с 1986 года появился ряд работ американского орнитолога Бредли Лайвези, основанных на детальном (около 120 морфологических признаков) исследовании отряда гусеобразных, в результате которых появилась отличная система с рядом новых таксонов.
Со второй половины XX века, в особенности после опубликования работы Сибли — Алквиста, стали применяться новые молекулярные методы исследования, такие как молекулярное клонирование и секвенирование последовательностей ДНК, полимеразная цепная реакция (ПЦР) и сравнительный анализ последовательностей мтДНК разных видов. Одной из значительных работ в этом направлении можно назвать исследование птиц, относящихся к трибе Anatini, выполненное группой Кевина Джонсона.
Среди российских работ, посвящённых классификации отряда гусеобразных (включая и семейство утиных), можно отметить «Базовый список гусеобразных (Anseriformes) мировой фауны», разработанный орнитологами Е. А. Кобликом и Я. А. Редькиным и вышедший в свет в 2004 году. Система классификации взяла за основу систему Лайвези, описанную им в 1986—1997 годах и переработанную с учётом модификаций Эдварда Дикинсона в третьем издании «The Howard and Moore Complete Checklist of the Birds of the World».
Наиболее часто используемые в настоящее время системы классификации перечислены ниже в разделе «Подсемейства, трибы и роды».

## Общая характеристика

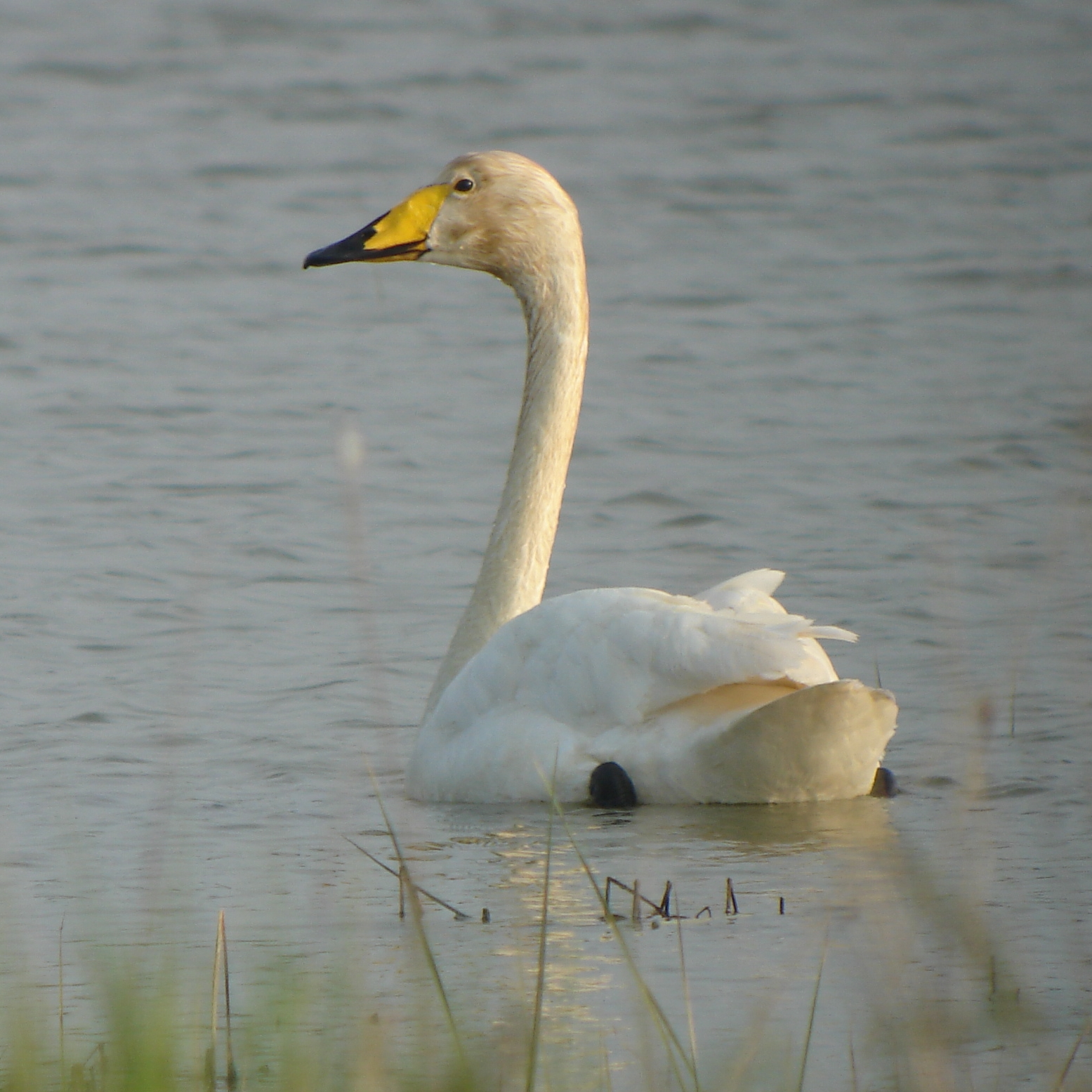
Самый крупный представитель семейства утиных — лебедь-кликун

### Описание
Утиные — птицы с широким, обтекаемым телом, горизонтально сплюснутым клювом и лапами с ластообразными перепонками. К ним относятся утки, гуси и лебеди. Как правило, это птицы среднего или крупного размера. Самым маленьким представителем семейства считается африканский карликовый гусь (Nettapus auritus), обитающий на африканском континенте к югу от Сахары и на острове Мадагаскар, — его длина составляет около 30 см, а масса — 250 г. Самая крупная птица — лебедь-кликун; его длина может достигать полутора метров, а масса — более 17 кг (что более чем в 60 раз тяжелее карликового вида). Отдельные особи лебедя-шипуна могут весить даже ещё больше — до 22,5 кг.
Крупнейший ископаемый вид Garganornis ballmanni весил до 22 кг.

#### Внешний вид
Несмотря на большое разнообразие видов, все утиные обладают хорошо заметными общими характеристиками, что позволяет легко выделить их среди других групп птиц. Тело широкое, обтекаемое, с относительно длинной шеей и маленькой головой. Шейных позвонков 16—25, что придаёт шее хорошую гибкость. Имеется хорошо развитый подкожный слой жира. Наиболее характерная черта, отличающая утиных от других водоплавающих птиц — это широкий, более или менее приплюснутый сверху и снизу клюв, по краям покрытый частыми роговыми пластинами или зубцами. На всём протяжении клюв покрыт роговым слоем, несколько утолщённым на вершине, который образует нарост, называемый «ноготком». Ноздри продолговатые и несквозные. По строению клюва можно определить характер питания каждого отдельного вида. У птиц, чей рацион преимущественно состоит из прибрежной травянистой растительности, клюв мощный, пластинки плоские и сильные, а «ноготок», используемый при захватывании травы, широкий. Птицы, добывающие себе корм в верхнем слое воды, обладают более гребенчатыми пластинками, предназначенными для процеживания воды и ила при захвате пищи, и мелким «ноготком». У крохалей (роды Lophodytes и Mergus) пластинки эволюционировали в острые зубцы, помогающие крепко удерживать скользкую рыбу — основу их питания.

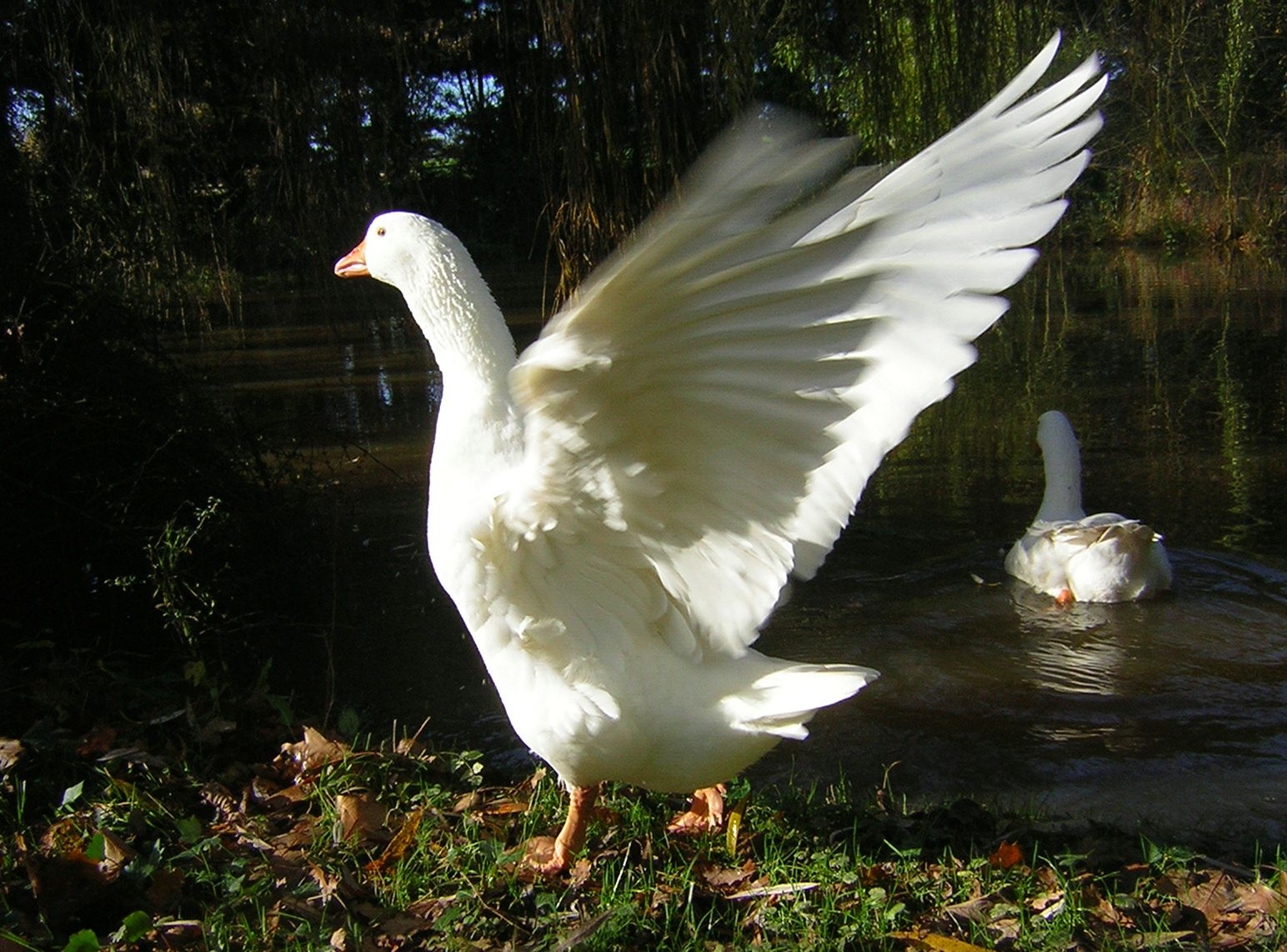
Встряхивающийся после купания гусь

Оперение у утиных плотное и снаружи полностью водонепроницаемое. Этому способствует обильная жировая смазка, выделяемая копчиковой железой, хорошо развитой у всех утиных. Благодаря такому строению птицы легко взлетают даже после продолжительного плавания и ныряния. Тем не менее уткам иногда необходимо также и тщательное промывание перьев и кожи под ними. Как пример такого поведения, известный учёный-биолог и писатель И. И. Акимушкин в своей книге «Тропою легенд» приводит гусей, которые «громко шлёпая крыльями, с гоготом бегут по воде, поднимая фонтаны брызг». Утки, которых несколько дней насильно держат без купания, могут утонуть при первом же попадании на воду либо будут плавать неэффективно, частично погрузившись в неё. С грязными перьями птицы также утрачивают способность к полёту. Искупавшись и выбравшись на берег, они хорошо отряхиваются — сначала всем телом, а затем и головой. Такое встряхивание восстанавливает прочную структуру перьев, нарушенную во время купания, — их щетинки, называемые бородками, цепляются друг за друга микроскопическими крючками и восстанавливают упругость, необходимую для полёта. Стряхнув с перьев воду, утиные смазывают их жиром, выдавливая его из копчиковой железы и затем клювом нанося по всему телу. Голова смазывается либо когтями лап, либо путём растирания её о спину.

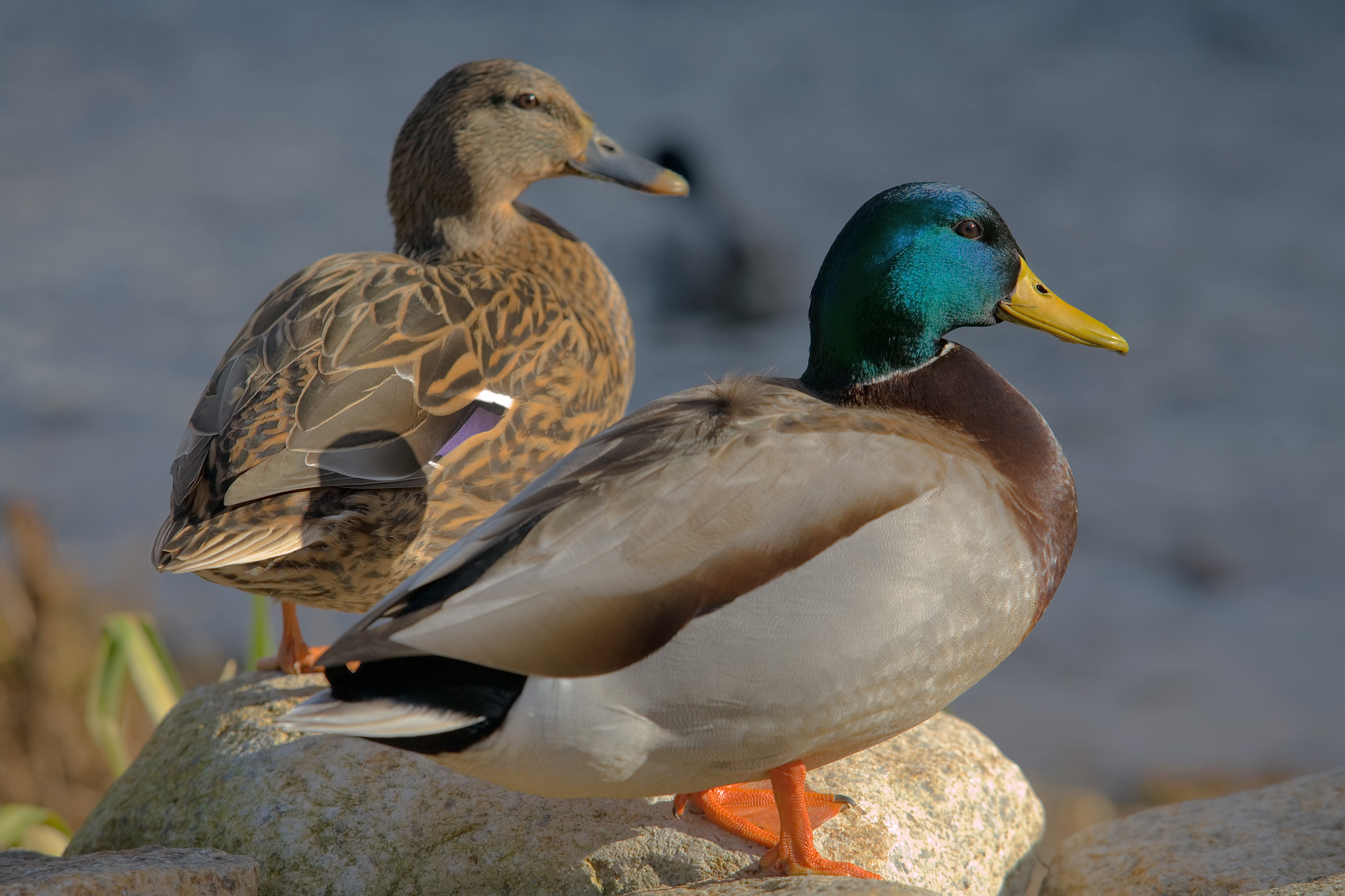
Ярко выраженный половой диморфизм у кряквы

Окраска птиц варьирует в очень широких пределах и может быть как яркой и разноцветной, так и неброской и монотонной. Иногда, часто в брачном наряде, оперение может быть дополнено различными украшениями — например, самцов крохалей украшает хохолок перьев, гривистая утка (Chenonetta jubata) обладает удлинёнными перьями на шее, а голова мускусной утки покрыта характерными яркими мясистыми наростами. Половой диморфизм (видимые различия между самцами и самками) в окраске характерен только для некоторых категорий утиных. У гусей, лебедей, древесных и нескольких земляных уток он не выражен вовсе. У большинства уток ярко раскрашенные самцы резко выделяются среди криптически окрашенных, пёстрых самок. Клюв у птиц также бывает ярко раскрашенным — помимо чёрного встречаются красные, синие и жёлтые клювы.
Одной из анатомических особенностей утиных, редко встречающейся среди птиц, является наличие у самцов в стенках клоаки относительно длинного псевдопениса, способного выворачиваться наружу.

#### Передвижение
Крылья утиных короткие и, как правило, достаточно узкие и заострённые. Хорошо развитые грудные мышцы, придающие телу приземистый вид, позволяют птицам очень быстро летать, делая частые взмахи крыльями. Как правило, все утиные хорошо летают и в полёте способны развивать скорость до 90 км/ч, однако при этом их полёт прямолинеен и обладает слабой маневренностью. Шея в полёте вытянута. В отличие от многих других водных птиц, как, например, аистов или близких им паламедей (Palamedei), утиные парить не умеют и даже в спокойной обстановке летят с большими затратами энергии.

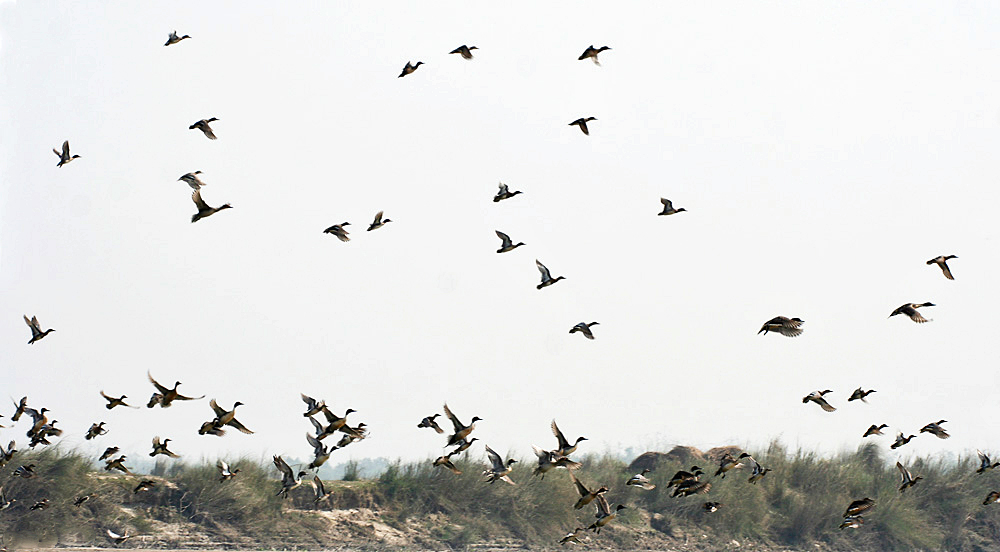
Стая летящих шилохвостей

Исключениями являются три из четырёх видов уток-пароходов (Tachyeres), а также некоторые островные эндемики, полностью утратившие способность к полёту. Хвост, как правило, короткий, клиновидный либо прямой, имеет до 12 рулевых перьев. Большинство видов так или иначе связано с внутренними либо морскими водоёмами и хорошо держится на воде. Плавучести способствуют пузырьки воздуха, сохраняющиеся между перьями и в органах дыхания. Отдельные виды, такие как куриный гусь (Cereopsis novaehollandiae), держатся на пастбищах и избегают воды. Способность к нырянию различна — например, гаги (Somateria) способны заныривать на глубину до 20 м, тогда как гуси, лебеди и казарки не ныряют вовсе. При передвижении по воде птицы перебирают ногами попеременно, при нырянии отталкиваются обеими. Ноги относительно короткие и расставлены широко; почти у всех видов между тремя передними пальцами ног имеются плавательные перепонки. Исключение — гавайская казарка (Branta sandvicensis), у которой перепонки в значительной степени редуцированы. Иногда в качестве примера отсутствия перепонок приводят также и полулапчатого гуся, однако в последнее время этот вид чаще выделяют в отдельное монотипичное семейство. Эффективность передвижения по суше различна — например, гуси передвигаются неуклюже, вперевалочку, тогда как земляные утки ведут себя очень уверенно и быстро бегают.
Горные гуси — одни из рекордсменов среди птиц по высоте полёта: во время миграции через Гималаи они могут лететь на высотах вплоть до 10 175 м.

#### Голос

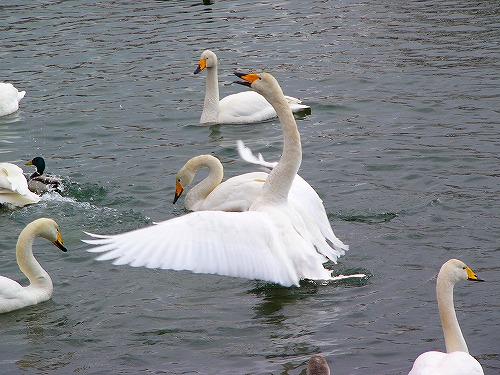
Поющий лебедь

Вокализация в целом имеет общие черты, однако может быть различна у отдельных видов. Среди издаваемых звуков можно услышать кряканье, гогот, шипение, различные свисты, трубные кличи и трели. У самцов большинства видов уток в развилке трахеи имеется мешковидное расширение, благодаря которому издаваемые звуки становятся громче. У лебедей трахея очень длинная и имеет петли, которые также служат резонатором звука — в результате крик получается громким и трубным. Исключением является лебедь-шипун (Cygnus olor) — его трахея прямая, и по этой причине птица способна только мычать или издавать шипящие звуки (отсюда название). Древесные утки (Dendrocygna) издают характерные свисты — по этой причине их иногда также называют «свистящими». Свист также характерен и для морских уток. У лебедей, гусей и древесных уток вокализация самцов и самок не отличается друг от друга, у других видов самцы являются более молчаливыми, в основном проявляя себя только в брачный период.

#### Линька
У гусей и лебедей в году бывает только одна линька — полная летняя. Большинство уток линяют дважды в год — полностью летом и частично (не затрагивая маховых перьев) осенью. Морянка (Clangula hyemalis) линяет 3 раза в год.

### Распространение
Утиные распространены по всему свету, отсутствуя лишь в Антарктиде и на некоторых океанических островах. При этом, в отличие от многих других семейств птиц, их биоразнообразие и распространённость практически не изменяются в зависимости от широты. В субарктическом поясе Северной Америки и Евразии гнездятся белолобый гусь и гаги, а на севере американского континента — ещё и канадская казарка. В Гренландии, на Шпицбергене и, возможно, Новой Земле встречается короткоклювый гуменник (Anser branchyrhynchus). На другом конце земного шара, на Огненной Земле и Фолклендских островах, можно увидеть патагонских гусей (Chloephaga hybrida). В Южной Георгии селится подвид желтоклювой шилохвости (Anas georgica). Многие птицы, гнездящиеся в умеренном и арктическом климате, в холодное время года перемещаются в более тёплые страны, совершая дальние перелёты. Иногда такие миграции приводят к образованию новых видов, как это случилось с шилохвостью Итона (Anas eatoni) с островов Кергелен и Крозе в Индийском океане, предком которой является обыкновенная шилохвость (Anas acuta) — сбившиеся с пути птицы образовали новую форму. Древесные утки (Dendrocygna), напротив, обитают исключительно в тропиках — в Центральной и Южной Америке, Вест-Индии, Африке, тропической Азии, Австралии и на островах Тихого океана.

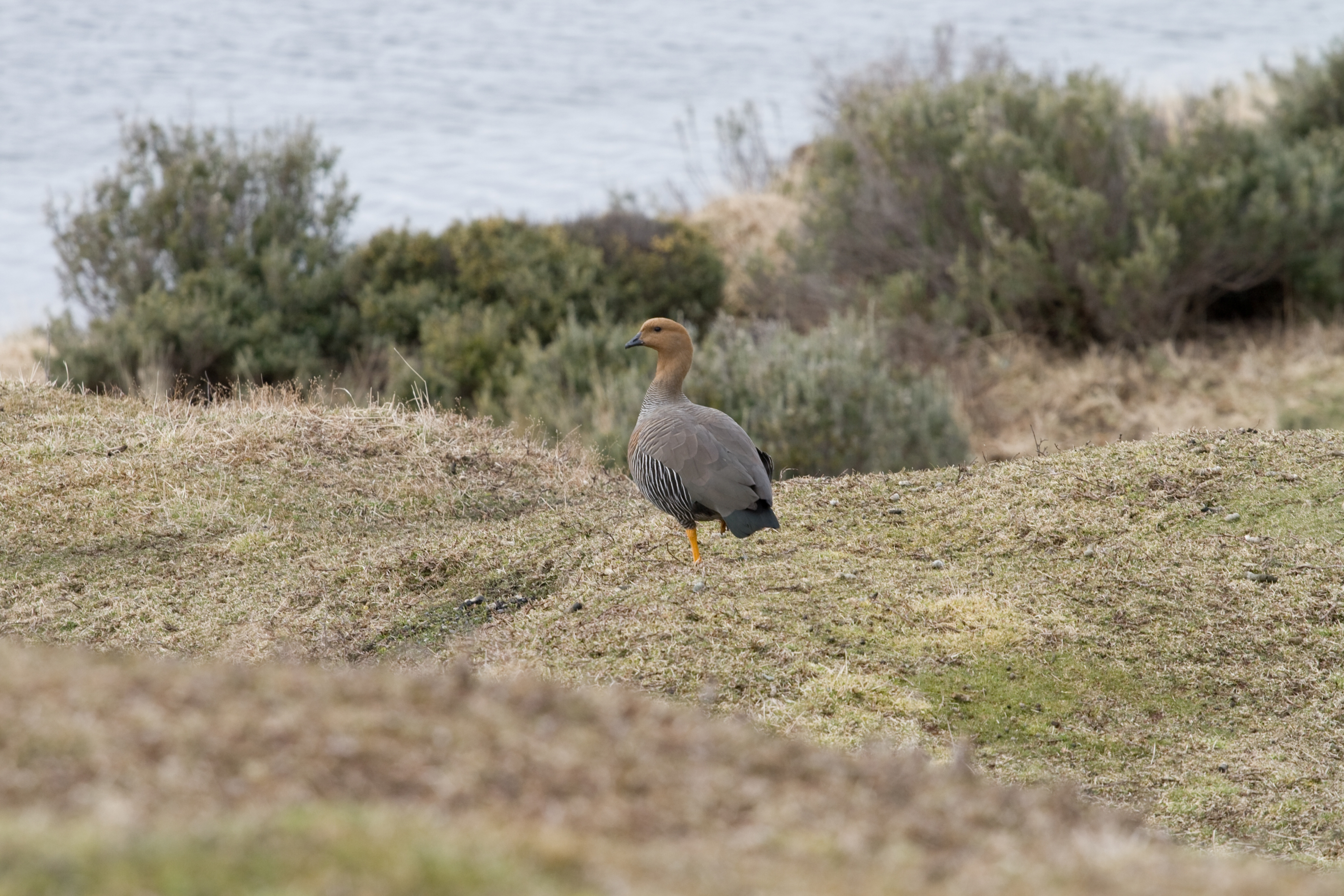
Патагонские гуси — один из самых южных видов семейства утиных

Распространённость отдельных видов также варьирует в широких пределах. Лебедь-шипун, кряква, широконоска распространены очень широко, встречаясь в Старом и Новом Свете. Исключительно североамериканским видом считается один капюшоновый крохаль (Mergellus cucullatus), а только в Палеарктике обитают мраморный чирок и луток. Несколько видов, относящихся к подсемейству настоящих уток и предположительно эволюционировавших от единого предка, являются островными эндемиками: к ним можно отнести мадагаскарского чирка (Nettion bernieri) из Западного Мадагаскара и зондского чирка (Nettion gibberifrons) с Зондских и Андаманских островов, бурого чирка (Anas chlorotis) из Новой Зеландии и каштанового чирка (Anas castanea) из Австралии и Тасмании. Некоторые птицы имеют распространение по обе стороны океана, что объясняют разделением популяций вследствие древнего расхождения материков: гребенчатая утка (Sarkidiornis melanotos) обитает в Азии, Африке и Южной Америке; красноглазый нырок (Netta erythrophthalma) встречается в Африке и Южной Америке.
Около трети всех видов утиных относится к роду речных, или благородных уток (Anas). Вместе с тем в семействе много и птиц, причисляемым к монотипическим родам — к ним можно отнести белоспинную утку (Thalassornis leuconotus) из Африки и Мадагаскара, южноамериканскую коскоробу (Coscoroba coscoroba), австралийских куриного гуся (Cereopsis novaehollandiae) и крапчатую утку (Stictonetta naevosa), а также некоторых других птиц.
На территории России распространены 63 вида утиных (среди них 53 — гнездятся), относящихся к 17 родам. 18 видов находятся под охраной Красной книги России.

### Места обитания

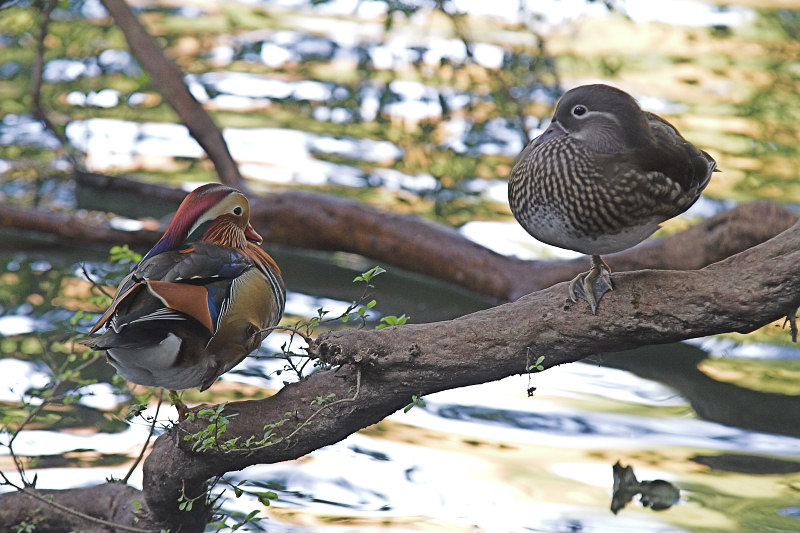
Мандаринки предпочитают лесные водоёмы

Образ жизни почти всех утиных так или иначе связан с водной средой, однако конкретные биотопы весьма различны для разных групп птиц. Практически в каждом типе водоёмов обитают те или иные представители этого семейства. Птицы, относящиеся к трибе Mergini и часто называемые морскими утками, значительную часть жизни проводят на море — к ним в частности относятся турпаны, многие крохали и гаги. Бразильский крохаль (Mergus octosetaceus), каменушка (Histrionicus histrionicus), синяя (Hymenolaimus malacorhynchos), полосатая (Salvadorina waigiuensis) и ручьёвая (Merganetta armata) утки адаптировались к жизни вдоль быстрых горных рек и ручьёв. Каролинская утка (Aix sponsa) и мандаринка (Aix galericulata) предпочитают лесные водоёмы с прибрежной древесной растительностью. Розовоухая утка (Malacorhynchus membranaceus) встречается на водоёмах засушливых районов Центральной Австралии. Многие виды, такие как лебедь-кликун, огарь, белощёкая и канадская казарки, прекрасно обосновались в прудах и парках крупных городов, таким образом став синантропами. Наконец, куриный гусь (Cereopsis novaehollandiae), в отличие от остальных утиных, вообще избегает воды и пасётся на пастбищах.

### Размножение
Половая зрелость у уток наступает уже через год после рождения, у лебедей и гусей — через 2—4 года. Как правило, утиные моногамны, то есть в период размножения на каждого самца приходится только одна самка. Бывают и исключения — например, у гребенчатой утки (Sarkidiornis melanotos) развита последовательная полигиния. Кроме того, она иногда встречается и у некоторых других видов птиц, как, например, у исландского гоголя (Bucephala islandica) и парусинового нырка (Aythya valisineria).

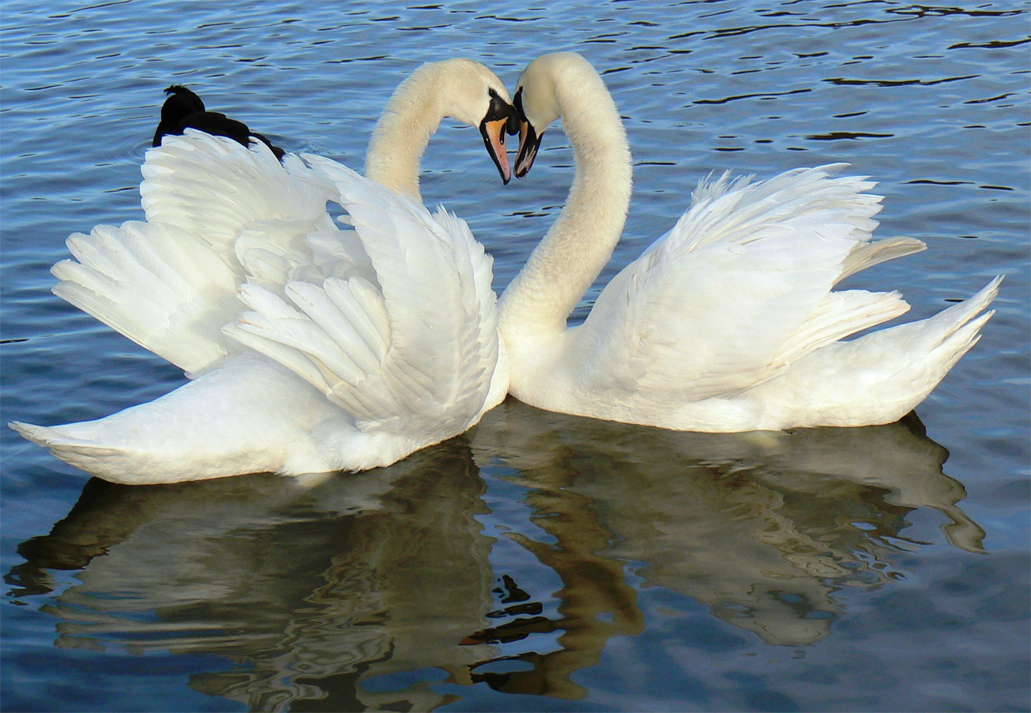
Пара лебедей вместе образует форму сердца

У лебедей и гусей пары сохраняются в течение длительного времени, тогда как у уток — обычно только в течение одного сезона. Образование пары зачастую происходит ещё до начала периода размножения, при этом в случае миграции самцы следуют к местам гнездовий за самками, зачастую вдали от собственного места рождения — примером такого поведения можно назвать каменушку (Histrionicus histrionicus). Во время брачных игр птицы выполняют ритуальные движения головой и крыльями, плывут определённым образом и кричат. Иногда между самцами возникают драки за право обладания самкой. Если во время ухаживания пару вспугнуть, то первой взлетает самка, а за ней следует селезень. Как правило, спаривание происходит на воде, при этом самец щиплет самку и даже «топит» её. У гавайской казарки (Branta sandvicensis) и куриного гуся спаривание происходит на суше.
Большинство птиц в брачный период территориальны и гнездятся одиночными парами, хотя известны и обратные примеры — к ним можно отнести обыкновенную гагу (Somateria mollissima), которая гнездится большими колониями. Гнездовая территория тщательно охраняется: например, известно, что размножающиеся лебеди ведут себя очень агрессивно по отношению к другим водоплавающим птицам и даже по отношению к человеку — нарушившие границы участка птицы могут быть просто утоплены. Во внегнездовой период большинство утиных держится стаями, а селезни многих уток собираются вместе уже сразу после кладки яиц.

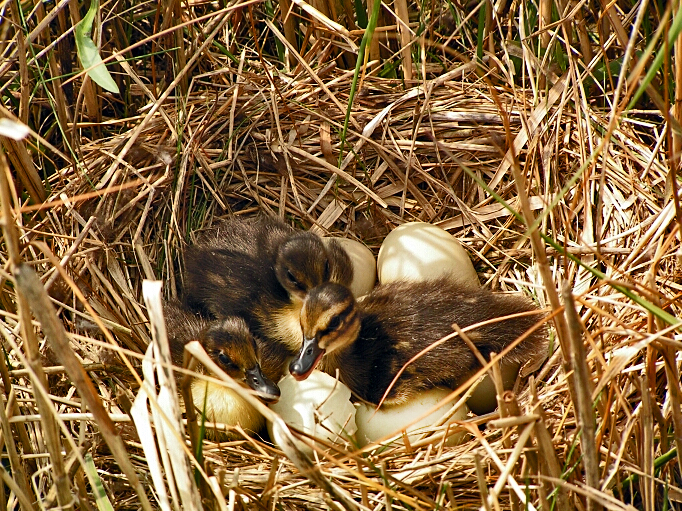
Гнездо кряквы

Гнездо обычно располагается вблизи от воды, главным образом на земле. Птицы, хорошо передвигающиеся по суше, могут гнездиться и на небольшом отдалении от водоёма. Пеганки (Tadorna) используют земляные норы, оставленные зайцами и другими млекопитающими, либо углубления в деревьях. Андская утка (Merganetta armata) устраивает гнездо в расщелинах обрывистых берегов рек. Места кладки яиц у крякв весьма разнообразны — обычно она гнездится на земле в прибрежных зарослях, но в случае их отсутствия может устроить открытое гнездо на лугу, занять дупло либо старое гнездо вороны или сороки, или использовать чердак дома. Особенное поведение у черноголовой утки (Heteronetta atricapilla) — она, подобно кукушке, всегда подкладывает свои яйца в гнёзда других птиц (не обязательно из семейства утиных) и о потомстве в дальнейшем не заботится. Иногда птицы устраивают свои гнёзда в пределах участков хищных птиц или поблизости от колонии чаек или крачек — такое соседство даёт дополнительную защиту от наземных хищников, разоряющих гнёзда.
Гнездо чашевидное, обычно скрепляется веточками и листьями растущих поблизости растений. У крохалей оно часто представляет собой простое углубление в земле. Перед кладкой последнего яйца самка обычно выдёргивает из своей груди и брюха пух, которым обильно выстилает дно гнезда и затем прикрывает яйца во время отлучки. По окраске пуха часто определяют принадлежность оставленного гнезда к тому или иному виду. Яйца обычно светлые и без рисунка — белого, зеленоватого, желтоватого или бежевого цвета. Исключение составляет белоспинная утка — её яйца тёмно-бурые. Размер яиц и величина кладки находятся в зависимости от «прочности брачного союза»: чем дольше сохраняются пары у данного конкретного вида, тем меньше размер кладки и более крупные яйца. Так, верные супружеским связям гуси и лебеди обычно откладывают 4—6 яиц, тогда как сформированные на один сезон пары уток — 5—12. Для семейства в целом характерно частое гнездовое паразитирование: подкладывание яиц в гнёзда других птиц, обычно своего вида.

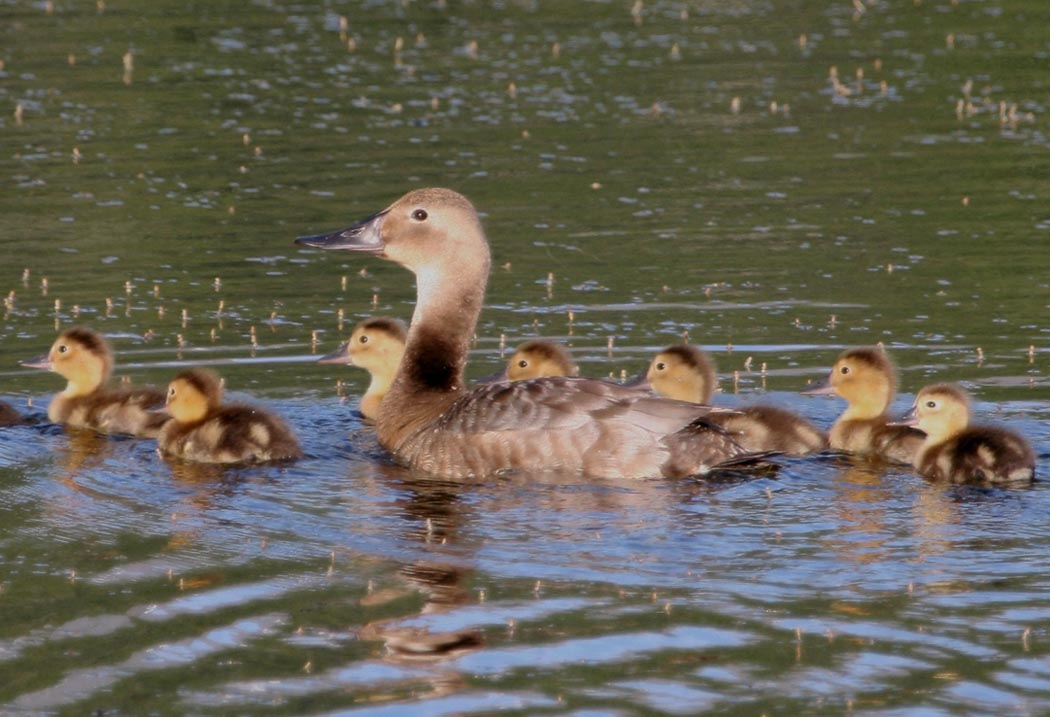
Самка парусинового нырка с утятами

В большинстве случаев самка насиживает в одиночку; селезни уток покидают самок уже после начала кладки и сбиваются в совместные стаи. У видов, где пара сохраняется в течение продолжительного времени, самец может также участвовать в насиживании — такое поведение характерно для лебедей, гребенчатой, древесных, земляных и некоторых блестящих уток. Насиживание начинается с момента кладки последнего яйца и продолжается в течение 22—40 дней. Птенцы начинают издавать звуки внутри яиц ещё за несколько дней до появления на свет и вылупляются синхронно, в течение суток. Птенцы всегда выводкового типа: зрячие, покрыты густым пухом и, едва обсохнув, способны самостоятельно покинуть гнездо и следовать за родителями. При этом они хорошо бегают и быстро учатся самостоятельно добывать себе корм, а водные виды к тому же уверенно держатся на воде. Родители предупреждают выводок о приближении хищника и обогревают птенцов в прохладные ночи. У лебедей птенцы часто забираются на спину родителей, где согреваются в их тёплых перьях. В случае, если самка погибает, птенцы легко прибиваются к соседним выводкам, иногда даже другого вида. Иногда разные выводки объединяются вместе, образуя большие группы подросших птенцов. Способность к полёту у утиных проявляется через 5—10 недель. В ряде случаев подросшие птицы держатся вместе с родителями в течение одного или двух сезонов.

### Питание

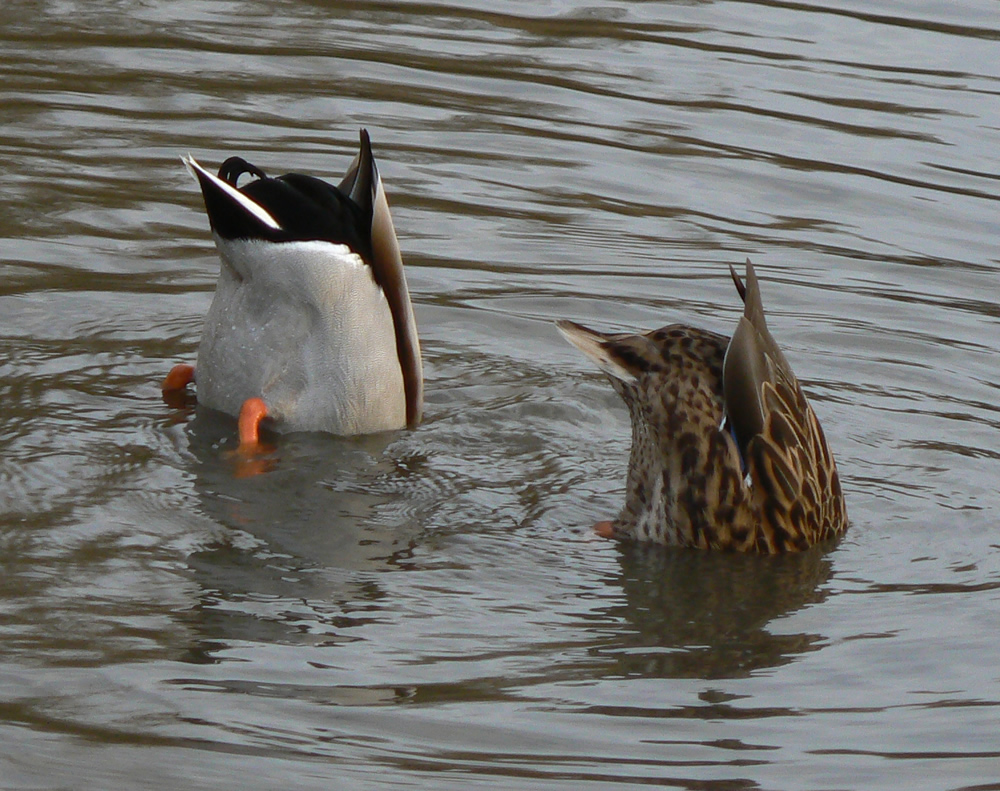
Отталкиваясь обеими лапами, многие утки погружаются в воду в поисках корма

Основу рациона большинства утиных составляют растительные корма, однако во многих случаях преобладает и животная пища. В зависимости от методов, используемых при добывании корма, различают несколько экологических групп этих птиц, обладающих общими морфологическими и поведенческими характеристиками, такими как строение клюва и способности передвижения по суше (см. раздел «Описание»). Многие гуси, казарки, земляные (Tadorninae) и древесные утки (Dendrocygna) питаются преимущественно на суше, щипая траву и выкапывая из земли корешки. Лебеди и большинство уток кормятся на поверхности воды, процеживая в клюве воду и задерживая частички растений, планктон и мелких беспозвоночных. К ним можно отнести в частности представителей трибы Anatini, обладающих хорошо развитым цедильным аппаратом. Некоторые виды являются превосходными ныряльщиками, находя себе корм на дне водоёмов: таким образом морские утки (Mergini) и утки-пароходы (Tachyeres) ловят морских моллюсков и ракообразных. Нырковые утки (Aythyini) также великолепно погружаются под воду полностью либо частично, оставляя на поверхности только хвост — так они добывают себе водоросли, зоопланктон, насекомых, моллюсков и червей. Крохали питаются морской рыбой, и при этом под водой они ведут себя наиболее эффективно по сравнению с другими утиными, совершая неожиданные манёвры. Утиные часто кормятся в тёмное время суток.

## Птицы и человек

### Экология и охрана

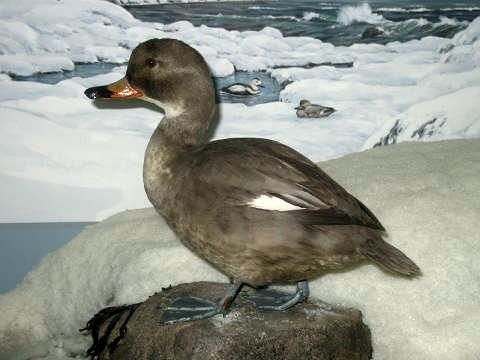
Чучело лабрадорской гаги — одно из последних свидетельств ныне вымершего вида

В настоящее время (2008) 36 видов утиных в той или иной мере находятся под угрозой глобального вымирания и по этой причине включены в природоохранный список Международной Красной книги. Кроме того, этот список содержит 6 видов, которые считаются уже вымершими за последние 300 лет. Согласно сообщениям, ещё в 1681 году на острове Маврикий в изобилии водился маврикийский гусь (Alopochen mauritianus), а спустя 17 лет, в 1698 году он уже был полностью истреблён в результате неконтролируемой охоты. Там же в конце XVII века исчезла и маврикийская утка (Anas theodori). К 1710 году в результате охоты и уничтожения мест обитания вымер реюньонский гусь (Mascarenachen kervazoi), водившийся, как следует из названия, на острове Реюньон. Амстердамская нелетающая свиязь (Anas marecula) обитала на острове Амстердам в Индийском океане и, по всей видимости, была уничтожена китобоями после 1793 года, когда появилась единственная сохранившаяся запись о наблюдении похожей птицы. Последнее сообщение о лабрадорской гаге (Camptorhynchus labradoricus), обитавшей вдоль восточного побережья Северной Америки, относится к 1875 (либо 1878) году; причиной вымирания опять называют истребление человеком, а также попадание в ловушки в местах зимовок. В 1902 году было констатировано исчезновение оклендского крохаля (Mergus australis), который вначале был вытеснен с островов Стюарт и Южный Новой Зеландии племенами маори, а затем и окончательно вымер на островах Окленд после завоза туда свиней, крыс, кошек и собак. Ещё один вид, розовоголовая утка (Rhodonessa caryophyllacea) из тропической Азии хотя и относится к критически угрожаемым видам, однако с 1949 года записей о ней не имеется. Орнитологи всё же не оставляют надежды встретить крохотную популяцию этой птицы в отдалённых болотистых районах Мьянмы. Похожая ситуация с хохлатой пеганкой (Tadorna cristata) из Маньчжурии (нет сообщений с 1964 года). Ситуация с бразильским крохалем (Mergus octosetaceus) оказалась несколько лучше, чем это считалось ранее, однако на основании слишком малой популяции и фрагментарности он также числится на грани вымирания.

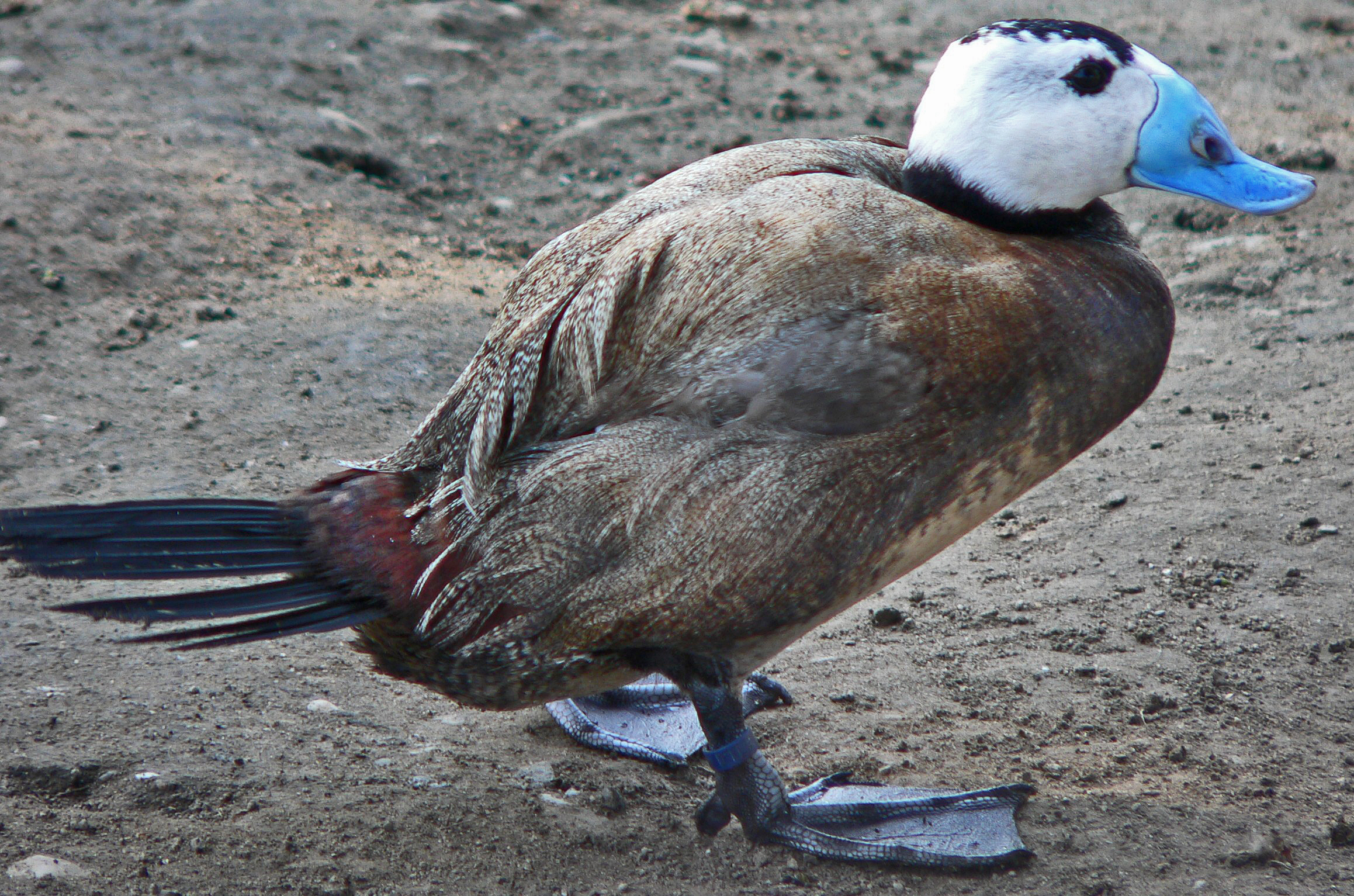
Савка в Красной книге числится как вид, которому угрожает опасность вымирания (кат. EN)

Под угрозой исчезновения находятся мадагаскарский (Anas bernieri) и бурый (Anas chlorotis) чирки, мадагаскарская (Anas melleri) и гавайская (Anas wyvilliana) кряквы, китайский гусь (Anser cygnoides), краснозобая казарка (Branta ruficollis), белокрылая утка (Cairina scutulata), синяя утка (Hymenolaimus malacorhynchos), чешуйчатый крохаль (Mergus squamatus) и савка (Oxyura leucocephala). Основными причинами деградации этих и других видов утиных называют антропологические факторы: намеренное истребление, внедрение в места обитания птиц чужеродных хищников, изменение пригодных для жизни ландшафтов (осушение болот, строительство дамб, использование земель под сельское хозяйство) и загрязнение окружающей среды. Кроме того, урбанизация ведёт к фрагментации биотопов, что неизбежно сказывается на уменьшении генетического разнообразия.
В Красную книгу России включено 18 видов утиных. Их охраной и разведением занимаются зоопарки, заповедники; ведётся разъяснительная работа среди охотников.

### Разведение

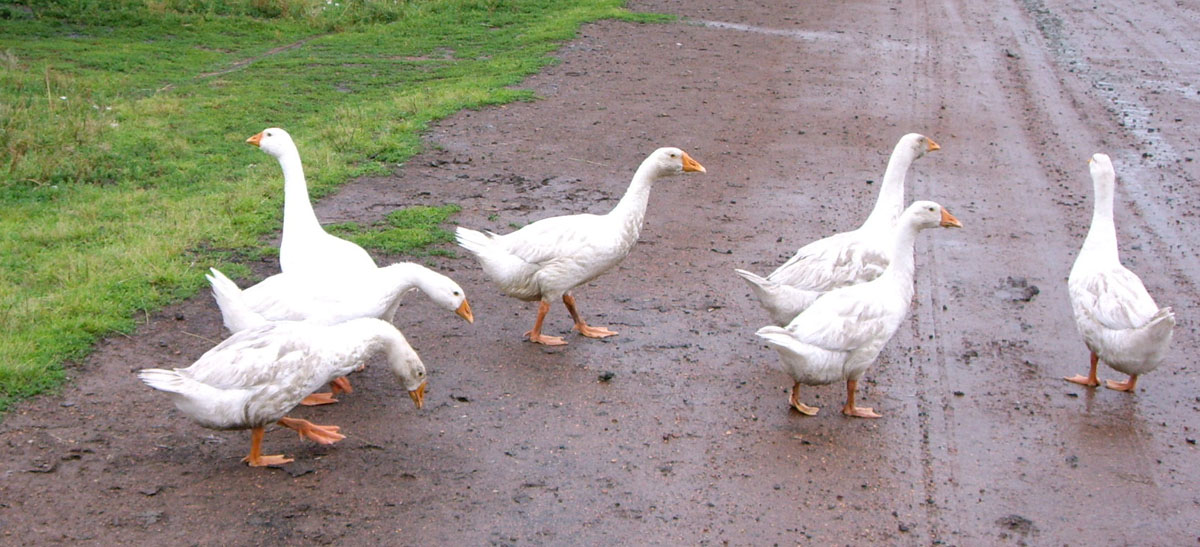
Гуси в деревне

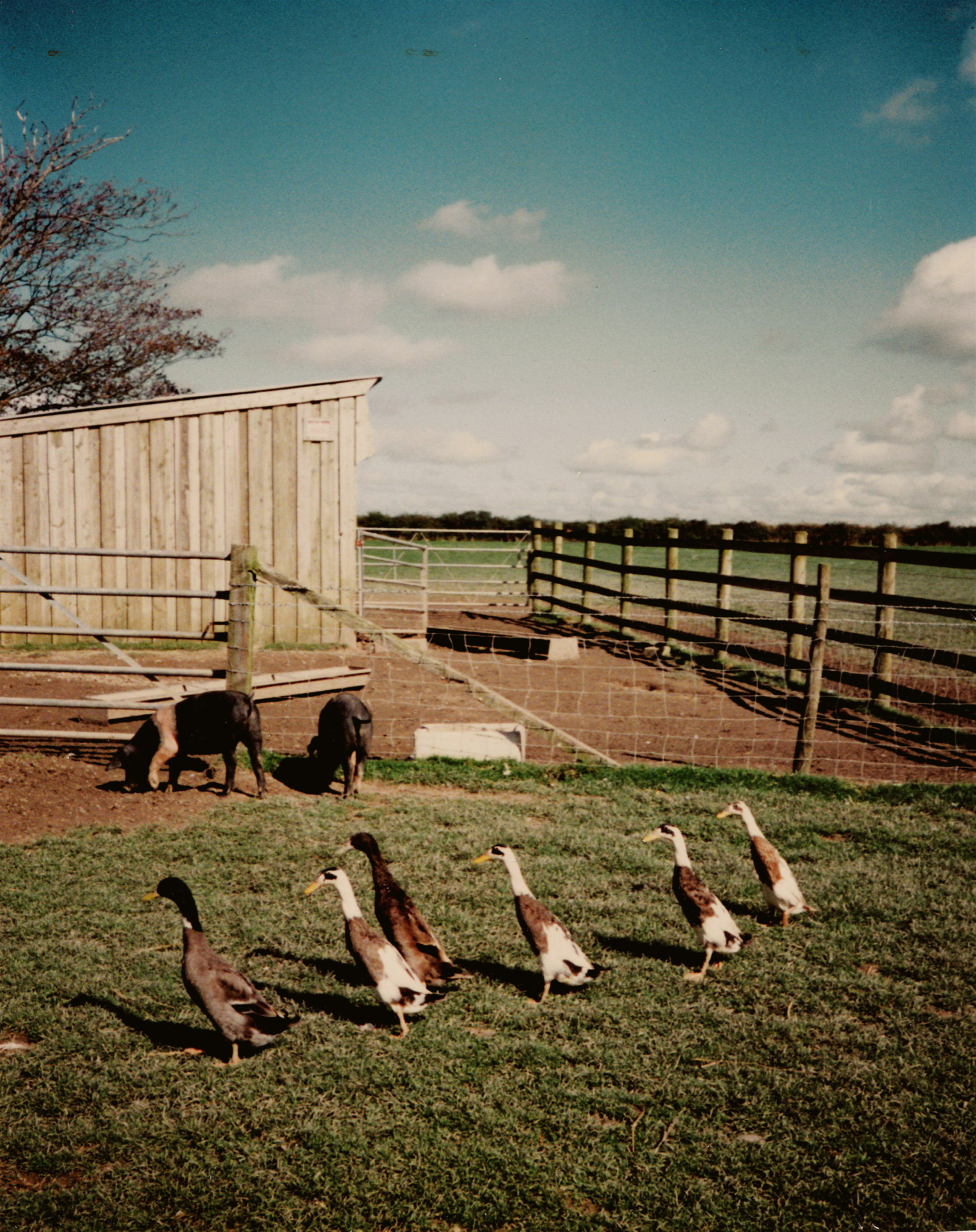
Домашние утки породы индийские бегуны на дворе

Человек издревле был знаком с этими птицами, рассматривая их в первую очередь как источник пищи и тёплого мягкого пуха. Неслучайно основатель биологической систематики древнегреческий философ и учёный Аристотель включил лебедей, гусей и уток в список известных ему животных. Ископаемые остатки этих птиц часто обнаруживают при раскопках древних поселений: например, на месте неолитического поселения Меримде (V—IV век до н. э.) были найдены фрагменты костей кряквы, шилохвости, серой утки (Anas strepera), свиязи (Anas penelope), широконоски (Anas clypeata), чирка-трескунка (Anas querquedula), чирка-свистунка (Anas crecca), красноголового (Aythya ferina) и белоглазого (Aythya nyroca) нырков, хохлатой чернети (Aythya fuligula) и других птиц. Как минимум четыре вида утиных оказались одомашнены человеком — их современные потомки в значительной степени отличаются как от своих предков, так и друг от друга. Наиболее распространённая домашняя утка берёт своё начало от дикой кряквы, и её приручение предположительно началось в Восточной Азии. Там она и пользуется наибольшей популярностью, особенно в юго-восточной её части. Только в Китае производство этих птиц превышает 2 млрд голов в год, что составляет около 3/4 всей продукции в мире. На Ближнем Востоке, в Африке и Латинской Америке разведение уток развито очень слабо. Серый гусь, по всей видимости, был одомашнен ещё во времена 11-й династии фараонов в Древнем Египте около 2000 года до н. э. Ещё одним предком современных домашних гусей считается азиатский гусь-сухонос (Anser cygnoides). Мускусная утка, в России часто именуемая «индоуткой», была одомашнена в Южной Америке на месте современных Бразилии и Перу предками инков. Мясо, яйца и жир птиц являются продуктами питания. Перья и пух используются как набивочный материал (например, для подушек). Хорошо известна способность гусей кричать при приближении чужаков — по этой причине их часто используют в роли «сторожевых собак».
Многие дикие птицы, такие как лебедь-шипун, лебедь-кликун, чёрный лебедь и мандаринка, в наше время разводятся в садах и парках как декоративные виды. Синантропами (птицами, чей образ жизни связан с человеком и его жилищем) давно стали кряква, огарь, белощёкая и канадская казарки.

### Промысел
Во многих странах некоторые виды диких уток с давних пор являются неотъемлемым объектом охотничьего промысла. Особенную ценность имеют виды, относящиеся к трибе Anatini и обладающие вкусным мясом. По этой причине их также называют «благородными». В Древней Руси лебеди относились к так называемой «красной дичи» — на неё охотились князья с соколами и собаками. В Азии и Америке уток в массовом количестве заготавливали на зиму, загоняя их палками во время осенней линьки, когда птицы утрачивали способность к полёту.

## Подсемейства, трибы и роды

### Система Делякура — Майра (1945)
| Семейство Утиные - Подсемейство Гусиные — Anserinae - Триба Anserini - Род Лебеди (Cygnus) - Род Казарки (Branta) - Род Гуси (Anser) - Род Коскоробы (Coscoroba) - Триба Dendrocygnini - Род Древесные утки (Dendrocygna) - Подсемейство Настоящие утки — Anatinae - Триба Tadornini - Род Хохлатые утки (Lophonetta) - Род Пеганки (Tadorna) - Род Нильские гуси (Alopochen) - Род Древесные гуси (Neochen) - Род Голубокрылые гуси (Cyanochen) - Род Патагонские гуси (Chloephaga) - Род Куриные гуси (Cereopsis) - Род Утки-пароходы (Tachyeres) - Триба Anatini - Род Речные утки (Anas) (Международный союз орнитологов выделил из него роды Speculanas, Sibirionetta, Salvadorina, Lophonetta, Spatula ) - Род Синие утки (Hymenolaimus) - Род Розовоухие утки (Malacorhynchus) - Род Розовоголовые утки (Rhodonessa) - Род Крапчатые утки (Stictonetta) - Триба Aythyni - Род Нырки (Netta) - Род Чернети (Aythya) - Триба Cairini - Род Бразильские чирки (Amazonetta) - Род Гривистые утки (Chenonetta) - Род Лесные утки (Aix) - Род Блестящие чирки (Nettapus) - Род Гребенчатые утки (Sarkidiornis) - Род Мускусные утки (Cairina) - Род Шпорцевые гуси (Plectropterus) - Род Полулапчатые гуси (Anseranas) - Триба Mergini - Род Гаги (Somateria) - Род †Лабрадорские гаги (Camptorhynchus) - Род Турпаны (Melanitta) - Род Каменушки (Histrionicus) - Род Морянки (Clangula) - Род Гоголи (Bucephala) - Род Крохали (Mergus) - Триба Oxyirini - Род Савки (Oxyura) - Род Лопастные утки (Biziura) - Род Белоспинные утки (Thalassornis) - Род Черноголовые утки (Heteronetta) - Триба Merganettini - Род Андские утки (Merganetta) |

### Система Джонсгарда (1978)
| Семейство Утиные - Подсемейство Anseranatinae - Триба Anseranatini - Род Полулапчатые гуси (Anseranas) - Подсемейство Гусиные — Anserinae - Триба Dendrocygnini - Род Белоспинные савки (Thalassornis) - Род Древесные утки (Dendrocygna) - Триба Cereopsini - Род Куриные гуси (Cereopsis) - Триба Stictonettini - Род Крапчатые утки (Stictonetta) - Триба Anserini - Род Казарки (Branta) - Род Гуси (Anser) - Род Коскоробы (Coscoroba) - Род Лебеди (Cygnus) - Подсемейство Настоящие утки — Anatinae - Триба Oxyirini - Род Черноголовые утки (Heteronetta) - Род Савки (Oxyura) - Род Лопастные утки (Biziura) - Триба Tadornini - Род Пеганки (Tadorna) - Род Нильские гуси (Alopochen) - Род Древесные гуси (Neochen) - Род Голубокрылые гуси (Cyanochen) - Род Патагонские гуси (Chloephaga) - Род Утки-пароходы (Tachyeres) - Триба Mergini - Род Гаги (Somateria) - Род Малые гаги (Polysticta) - Род †Лабрадорские гаги (Camptorhynchus) - Род Каменушки (Histrionicus) - Род Морянки (Clangula) - Род Турпаны (Melanitta) - Род Гоголи (Bucephala) - Род Крохали (Mergus) - Триба Anatini - Род Синие утки (Hymenolaimus) - Род Розовоухие утки (Malacorhynchus) - Род Речные утки (Anas) - Род Мраморные чирки (Marmaronetta) - Триба Aythyni - Род Розовоголовые утки (Rhodonessa) - Род Нырки (Netta) - Род Чернети (Aythya) - Триба Merganettini - Род Андские утки (Merganetta) - Триба Cairini - Род Бразильские чирки (Amazonetta) - Род Лесные утки (Aix) - Род Гривистые утки (Chenonetta) - Род Малые гуси (Nettapus) - Род Кольчатые чирки (Callonetta) - Род Гребенчатые утки (Sarkidiornis) - Род Шпорцевые гуси (Plectropterus) - Род Мускусные утки (Cairina) - Род Утки Хартлауба (Pteronetta) |

### Система Коблика — Редькина (2004)
| Семейство Утиные - Подсемейство Anatinae - Триба Anatini - Род Лесные утки (Aix) - Род Бразильские чирки (Amazonetta) - Род Речные утки (Anas) - Род Белокрылые утки (Asarcornis) - Род Мускусные утки (Cairina) - Род Кольчатые чирки (Callonetta) - Род Гривистые утки (Chenonetta) - Род Синие утки (Hymenolaimus) - Род Хохлатые утки (Lophonetta) - Род Розовоухие утки (Malacorhynchus) - Род Мраморные чирки (Marmaronetta) - Род Малые гуси (Nettapus) - Род Утки Хартлауба (Pteronetta) - Род Полосатые утки (Salvadorina) - Род Очковые утки (Speculanas) - Триба Aythyini - Род Чернети (Aythya) - Род Нырки (Netta) - Род Розовоголовые утки (Rhodonessa) - Триба Mergini - Род Гоголи (Bucephala) - Род †Лабрадорские гаги (Camptorhynchus) - Род Морянки (Clangula) - Род Каменушки (Histrionicus) - Род Турпаны (Melanitta) - Род Малые крохали (Mergellus) - Род Крохали (Mergus) - Род Малые гаги (Polysticta) - Род Гаги (Somateria) - Триба Oxyirini - Род Лопастные утки (Biziura) - Род Черноголовые утки (Heteronetta) - Род Масковые савки (Nomonyx) - Род Савки (Oxyura) - Подсемейство Anserinae - Триба Cereopsini - Род Куриные гуси (Cereopsis) - Триба Cygnini - Род Гуси (Anser) - Род Казарки (Branta) - Род Коскоробы (Coscoroba) - Род Лебеди (Cygnus) - Подсемейство Dendrocygninae - Триба Dendrocygnini - Род Древесные утки (Dendrocygna) - Триба Thalassornini - Род Белоспинные савки (Thalassornis) - Подсемейство Stictonettinae - Род Крапчатые утки (Stictonetta) - Подсемейство Tadorninae - Триба Merganettini - Род Андские утки (Merganetta) - Триба Plectropterini - Род Шпорцевые гуси (Plectropterus) - Триба Sarcidiornini - Род Гребенчатые утки (Sarkidiornis) - Триба Tachyerini - Род Утки-пароходы (Tachyeres) - Триба Tadornini - Род Нильские гуси (Alopochen) - Род Патагонские гуси (Chloephaga) - Род Голубокрылые гуси (Cyanochen) - Род Древесные гуси (Neochen) - Род †Чатемские пеганки (Pachyanas) - Род Пеганки (Tadorna) |